# سیری رانتانن
سیری رانتانن (انگلیسی: Siiri Rantanen؛ زادهٔ ۱۴ دسامبر ۱۹۲۴) اسکی‌باز اسکی صحرانوردی اهل فنلاند بود.
وی در مسابقات کشوری و بین‌المللی در مجموع برندهٔ ۱ مدال طلا، ۳ مدال نقره، ۴ مدال برنز شده‌است.